# Andreas Gräulich
Andreas Gräulich (* 13. Juli 1961 in Burkau) ist ein ehemaliger deutscher Fußballspieler, der in den 1980er-Jahren in der DDR-Oberliga, der höchsten Liga im DDR-Fußball, spielte.

## Sportliche Laufbahn
Mit sechs Jahren begann Andreas Gräulich in seinem Heimatort bei der Betriebssportgemeinschaft (BSG) Traktor Burkau organisiert Fußball zu spielen. Über die BSG Fortschritt Bischofswerda wurde er 1975 zum regionalen Fußballschwerpunkt Dynamo Dresden delegiert, blieb dort aber nur für eine Saison. Von 1976 bis 1980 spielte Gräulich wieder bei Traktor Burkau. Im November 1980 wurde Gräulich für 18 Monate zum Wehrdienst in der Nationalen Volksarmee eingezogen, konnte in dieser Zeit aber beim drittklassigen Bezirksligisten BSG Stahl Oranienburg weiter Fußball spielen. 
Nach seiner Entlassung aus der Armee kehrte Gräulich im Frühjahr 1982 wieder zur Fortschritt Bischofswerda zurück. Die BSG spielte zu diesem Zeitpunkt in der DDR-Liga, und obwohl Gräulich bisher noch nie im höherklassigen Fußball gespielt hatte, eroberte er sich sofort einen Stammplatz in der Mannschaft. Von den 22 Punktspielen bestritt er als Mittelfeldspieler 19 Partien und erzielte drei Tore. In den folgenden drei Spielzeiten gehörte Gräulich zu den wichtigsten Spielern der BSG Fortschritt. Er bestritt jeweils alle Ligaspiele und war sowohl 1984/85 als auch 1985/86 mit elf bzw. dreizehn Treffern Torschützenkönig seiner Mannschaft. 
1986 war Gräulich maßgeblich am Aufstieg in die DDR-Oberliga beteiligt. Auch dort wurde er weiter im Mittelfeld eingesetzt, wenn auch stets auf wechselnden Positionen. Trainer Horst Rau konnte sich weiterhin auf Gräulichs Zuverlässigkeit verlassen, dieser fehlte in den 26 Oberligaspielen nur einmal und zählte mit vier Treffern auch zu den Torschützen. Die Mannschaft hatte jedoch nicht das Potential, um in der Oberliga zu bestehen und stieg nach einer Saison wieder ab. Es folgten zwei weitere Spielzeiten in der DDR-Liga, in denen Gräulich erstmals längere Ausfallzeiten zu überstehen hatte. 1987/88 fehlte er bei 13 und 1988/89 fehlte er bei neun Ligaspielen. Während er 1987/88 auch nur drei Tore erzielte, hatte er mit seinen acht Treffern 1988/89 einen erheblichen Anteil am zweiten Oberliga-Aufstieg der BSG Fortschritt. In seinem zweiten Oberligajahr fand Gräulich zur alten Beständigkeit zurück, wenn er auch nur dreimal als Torschütze erfolgreich war. Erneut schaffte 1989/90 Bischofswerda nicht den Klassenerhalt.
Für den DDR-Fußball fanden 1990 bedingt durch die politische Wende und die nachfolgenden wirtschaftlichen und sportpolitischen Veränderungen gravierende Umbrüche statt. Die Sportclubs und Sportgemeinschaften gründeten sich in bürgerliche Vereine um, die bisherigen Fußball-Ligen wurden in den DFB-Spielbetrieb eingegliedert. In Bischofswerda wurde die BSG in den Fußballverein Fortschritt umbenannt, der zunächst in der Liga des Nordostdeutschen Fußballverbandes noch zweitklassig spielte. Andreas Gräulich gehörte weiterhin zum Kader des Fußballvereins, fehlte jedoch bei den 30 Ligaspielen erneut neunmal. Zur Saison 1991/92 wurde die NOFV-Liga als Oberliga Nordost im DFB-Ligensystem drittklassig. Gräulich spielte in dieser Saison zum letzten Mal für Bischofswerda, war Mannschaftskapitän und verabschiedete sich noch einmal als Torschützenkönig des Vereins. 
Nachdem der Bischofswerdaer FV Gräulich aus dem Kader gestrichen hatte, schloss sich dieser für die Saison 1992/93 dem FSV Budissa Bautzen an, mit dem er in der viertklassigen Landesliga Sachsen spielte. Anschließend beendete er seine Karriere als Fußballspieler. In der Saison 2000/01 tauchte er noch einmal beim Bischofswerdaer FV auf, als er zusammen mit seinem ehemaligen Mannschaftskollegen Steffen Schmidt als Interimstrainer tätig war.